# Blikpakket

Een transformator E-I blikpakket.

Een blikpakket vormt het magnetisch circuit van een transformator, elektromotor of generator en is vervaardigd uit een aantal dunne silicium-staalplaatjes die strak op elkaar gestapeld worden.
Silicium-staal (Weekijzer) wordt gebruikt omdat het een hoge weerstand biedt tegen wervelstromen. Door de plaatjes afzonderlijk te stapelen met een  vernis isolatielaagje ertussen worden de wervelstromen nog verder beperkt.
De uitvoeringsvorm in een transformator is E-I, U-I, U-U of Ringkern.
Bij de tweeledige pakketten zijn er voor beide delen evenveel van die plaatjes gestapeld zodat zij een lichaam vormen waarop de spoelen worden gewikkeld.
Ringkerntransformatoren hebben één heel lange strook weekijzer die is opgerold tot de uiteindelijke "ring".
Het wikkelen van dit soort transformatoren is letterlijk en figuurlijk een ingewikkeld klusje!
Alle wisselstroommotoren en -generatoren hebben een blikpakket. Bij deze machines is de stator vervaardigd uit een blikpakket met daarop de magneetspoelen.